# Mick Dierdorff
Mick Dierdorff (ur. 30 kwietnia 1991) – amerykański snowboardzista, dwukrotny mistrz świata. Po raz pierwszy na arenie międzynarodowej pojawił się 15 grudnia 2006 roku w Breckenridge, gdzie w zawodach FIS Race zajął 97. miejsce w half-pipie. W zawodach Pucharu Świata zadebiutował 12 września 2009 roku w Chapelco, zajmując 42. miejsce w snowcrossie. Pierwsze pucharowe punkty wywalczył 21 stycznia 2010 roku w Stoneham, zajmując 30. miejsce w tej konkurencji. Na podium zawodów tego cyklu po raz pierwszy stanął 10 września 2017 roku w Cerro Catedral, kończąc rywalizację na trzeciej pozycji. W zawodach tych wyprzedzili go jedynie Alex Pullin z Australii i Austriak Alessandro Hämmerle. W 2018 roku wystartował na igrzyskach olimpijskich w Pjongczangu, zajmując piąte miejsce. W 2019 roku, na mistrzostwach świata w Solitude wywalczył dwa złote medale. Jeden indywidualnie w snowcrossie oraz drugi wraz z Lindsey Jacobellis w snowcrossie drużynowym.

## Osiągnięcia

### Igrzyska olimpijskie
| Miejsce | Dzień     | Rok  | Miejscowość | Konkurencja    | Zwycięzca       |
| ------- | --------- | ---- | ----------- | -------------- | --------------- |
| 5.      | 15 lutego | 2018 | Pjongczang  | Snowboardcross | Pierre Vaultier |

### Mistrzostwa świata
| Miejsce | Dzień     | Rok  | Miejscowość | Konkurencja              | Zwycięzca     |
| ------- | --------- | ---- | ----------- | ------------------------ | ------------- |
| 1.      | 1 lutego  | 2019 | Solitude    | Snowboardcross           | -             |
| 1.      | 3 lutego  | 2019 | Solitude    | Snowboardcross drużynowy | -             |
| 18.     | 11 lutego | 2021 | Idre Fjäll  | Snowboardcross           | Lucas Eguibar |

### Puchar Świata

#### Miejsca w klasyfikacji generalnej
- sezon 2009/2010: 50.
- sezon 2010/2011: 69.
- sezon 2011/2012: 87.
- sezon 2012/2013: 64.
- sezon 2013/2014: 22.
- sezon 2014/2015: 17.
- sezon 2015/2016: 19.
- sezon 2016/2017: 35.
- sezon 2017/2018: 7.
- sezon 2018/2019: 13.
- sezon 2019/2020: 31.

#### Miejsca na podium w zawodach
1. Cerro Catedral – 10 września 2017 (snowcross) – 3. miejsce
2. Veysonnaz – 17 marca 2018 (snowcross) – 2. miejsce
3. Reiteralm – 18 lutego 2021 (snowcross) – 3. miejsce